# Plazmaron
Ve fyzice je plazmaron kvazičástice vzniklá v systému, který má silné plazmonové-elektronové interakce. Je to kvazičástice tvořená kvazičásticovými interakcemi, protože plazmony i elektronové díry jsou kolektivní režimy různých druhů. V poslední době byl pozorován v grafenu a dříve v elementárním bismutu.